# Pyramica appretiata
Pyramica appretiata är en myrart som först beskrevs av Borgmeier 1954.  Pyramica appretiata ingår i släktet Pyramica och familjen myror. Inga underarter finns listade i Catalogue of Life.

## Bildgalleri